# Gryon morosum
Gryon morosum är en stekelart som beskrevs av G. Mineo 1983. Gryon morosum ingår i släktet Gryon och familjen Scelionidae. Inga underarter finns listade i Catalogue of Life.